# Ópusztaszer, Csongrád
Ópusztaszer (până în 1974, Sövényháza) este un sat în districtul Kistelek, județul Csongrád, Ungaria, având o populație de 2.240 de locuitori (2011).
Aici au fost făcute primele descoperiri ce au stat la baza studiilor privind Cultura Starčevo-Criș.

## Demografie
Componența etnică a satului Ópusztaszer
     Maghiari (97,04%)
     Romi (1,21%)
     Necunoscut (0,6%)
     Alții (1,15%)
Componența confesională a satului Ópusztaszer
     Romano-catolici (44,2%)
     Fără religie (11,74%)
     Reformați (1,96%)
     Necunoscută (41,29%)
     Alte religii (1,21%)
Conform recensământului din 2011, satul Ópusztaszer avea 2.240 de locuitori. Din punct de vedere etnic, majoritatea locuitorilor (97,04%) erau maghiari, cu o minoritate de romi (1,21%). Apartenența etnică nu este cunoscută în cazul a 0,6% din locuitori. Nu există o religie majoritară, locuitorii fiind romano-catolici (44,2%), persoane fără religie (11,74%) și reformați (1,96%). Pentru 41,29% din locuitori nu este cunoscută apartenența confesională.